# Джузеппе Джунта
Джузеппе Джунта (італ. Giuseppe Giunta; нар. 12 січня 1973, Катанія, провінція Катанія) — італійський борець греко-римського стилю, бронзовий призер чемпіонату Європи, бронзовий призер Всесвітніх ігор військовослужбовців, срібний та бронзовий призер Середземноморських ігор, учасник двох Олімпійських ігор.

## Життєпис
Боротьбою почав займатися з 1988 року. У 1989 році став срібним призером чемпіонату світу серед кадетів з греко-римської боротьби. На тому ж тупнірі виступив і у змаганнях з вільної боротьби і здобув бронзову нагороду. У 1991 році став чемпіоном світу серед юніорів та бронзовим призером чемпіонату світу серед молоді з греко-римської боротьб.
Виступав за борцівський клуб «Forestale» Рим. Тренер — Доменіко Джюффріда.

## Спортивні результати на міжнародних змаганнях

### Виступи на Олімпіадах
| Змагання                    | Збірна | Вагова категорія                  | Місце |
| --------------------------- | ------ | --------------------------------- | ----- |
| Літні Олімпійські ігри 1996 | Італія | греко-римська боротьба, до 100 кг | 13    |
| Літні Олімпійські ігри 2000 | Італія | греко-римська боротьба, до 130 кг | 7     |

### Виступи на Чемпіонатах світу
| Змагання                        | Збірна | Вагова категорія                  | Місце |
| ------------------------------- | ------ | --------------------------------- | ----- |
| Чемпіонат світу з боротьби 1991 | Італія | греко-римська боротьба, до 100 кг | 15    |
| Чемпіонат світу з боротьби 1994 | Італія | греко-римська боротьба, до 100 кг | 16    |
| Чемпіонат світу з боротьби 1995 | Італія | греко-римська боротьба, до 100 кг | 6     |
| Чемпіонат світу з боротьби 1997 | Італія | греко-римська боротьба, до 97 кг  | 14    |
| Чемпіонат світу з боротьби 1998 | Італія | греко-римська боротьба, до 97 кг  | 13    |
| Чемпіонат світу з боротьби 1999 | Італія | греко-римська боротьба, до 130 кг | 4     |
| Чемпіонат світу з боротьби 2002 | Італія | греко-римська боротьба, до 120 кг | 7     |
| Чемпіонат світу з боротьби 2003 | Італія | греко-римська боротьба, до 120 кг | 30    |

### Виступи на Чемпіонатах Європи
| Змагання                         | Збірна | Вагова категорія                  | Місце  |
| -------------------------------- | ------ | --------------------------------- | ------ |
| Чемпіонат Європи з боротьби 1995 | Італія | греко-римська боротьба, до 100 кг | 13     |
| Чемпіонат Європи з боротьби 1996 | Італія | греко-римська боротьба, до 100 кг | 4      |
| Чемпіонат Європи з боротьби 1997 | Італія | греко-римська боротьба, до 97 кг  | 9      |
| Чемпіонат Європи з боротьби 1998 | Італія | греко-римська боротьба, до 97 кг  | 10     |
| Чемпіонат Європи з боротьби 1999 | Італія | греко-римська боротьба, до 130 кг | Бронза |
| Чемпіонат Європи з боротьби 2000 | Італія | греко-римська боротьба, до 130 кг | 10     |
| Чемпіонат Європи з боротьби 2001 | Італія | греко-римська боротьба, до 130 кг | 9      |
| Чемпіонат Європи з боротьби 2002 | Італія | греко-римська боротьба, до 120 кг | 14     |
| Чемпіонат Європи з боротьби 2003 | Італія | греко-римська боротьба, до 120 кг | 8      |

### Виступи на інших змаганнях
| Змагання                                                        | Збірна | Вагова категорія                  | Місце  |
| --------------------------------------------------------------- | ------ | --------------------------------- | ------ |
| Середземноморські ігри 1993                                     | Італія | греко-римська боротьба, до 100 кг | Бронза |
| Всесвітні ігри військовослужбовців 1995                         | Італія | греко-римська боротьба, до 100 кг | Бронза |
| Гран-прі Німеччини з боротьби 1995                              | Італія | греко-римська боротьба, до 100 кг | 4      |
| Середземноморські ігри 1997                                     | Італія | греко-римська боротьба, до 97 кг  | Срібло |
| Середземноморські ігри 2001                                     | Італія | греко-римська боротьба, до 130 кг | 5      |
| Гран-прі Німеччини з боротьби 2002                              | Італія | греко-римська боротьба, до 120 кг | 5      |
| Олімпійський кваліфікаційний турнір з боротьби 2004 (Новий Сад) | Італія | греко-римська боротьба, до 120 кг | 8      |
| Олімпійський кваліфікаційний турнір з боротьби 2004 (Ташкент)   | Італія | греко-римська боротьба, до 120 кг | 4      |

### Виступи на змаганнях молодших вікових груп
| Змагання                                       | Збірна | Вагова категорія                  | Місце  |
| ---------------------------------------------- | ------ | --------------------------------- | ------ |
| Чемпіонат світу з боротьби серед кадетів 1989  | Італія | греко-римська боротьба, до 95 кг  | Срібло |
| Чемпіонат світу з боротьби серед кадетів 1989  | Італія | вільна боротьба, до 95 кг         | Бронза |
| Чемпіонат Європи з боротьби серед юніорів 1989 | Італія | греко-римська боротьба, до 115 кг | 7      |
| Чемпіонат світу з боротьби серед юніорів 1991  | Італія | греко-римська боротьба, до 115 кг | Золото |
| Чемпіонат Європи з боротьби серед молоді 1990  | Італія | греко-римська боротьба, до 130 кг | 4      |
| Чемпіонат світу з боротьби серед молоді 1991   | Італія | греко-римська боротьба, до 100 кг | Бронза |
| Чемпіонат світу з боротьби серед молоді 1993   | Італія | греко-римська боротьба, до 100 кг | 4      |